# Burgstall Schlossberg (Wangen)
Der Burgstall Schlossberg ist eine abgegangene spätmittelalterliche Höhenburg bei Wangen, einem Gemeindeteil der Stadt Starnberg im Landkreis Starnberg von Bayern. Die Anlage wird als Bodendenkmal unter der Aktennummer D-1-7934-0058 als „Burgstall des hohen oder späten Mittelalters mit vorgelagerter Wegsperre (‚Schlossberg‘)“ geführt.

## Lage
Der Burgstall liegt in Spornlage auf 654 m ü. NHN auf dem Schloßberg, etwa 1150 m südwestlich der Filialkirche St. Ulrich in Wangen. Das grob viereckige Burgareal erstreckt sich in Südwest-Nordost-Richtung auf 270 m und in Nordwest-Südost-Richtung auf 80 m. Von der Umgebung ist der Burgstall ca. fünf bis sieben Meter erhöht.
Östlich des Burgstalls fällt das Gelände 15 m zur Verbindungsstraße zwischen Percha und Wangen ab. Der bewaldete Burgstall ist frei zugänglich. 

## Galerie

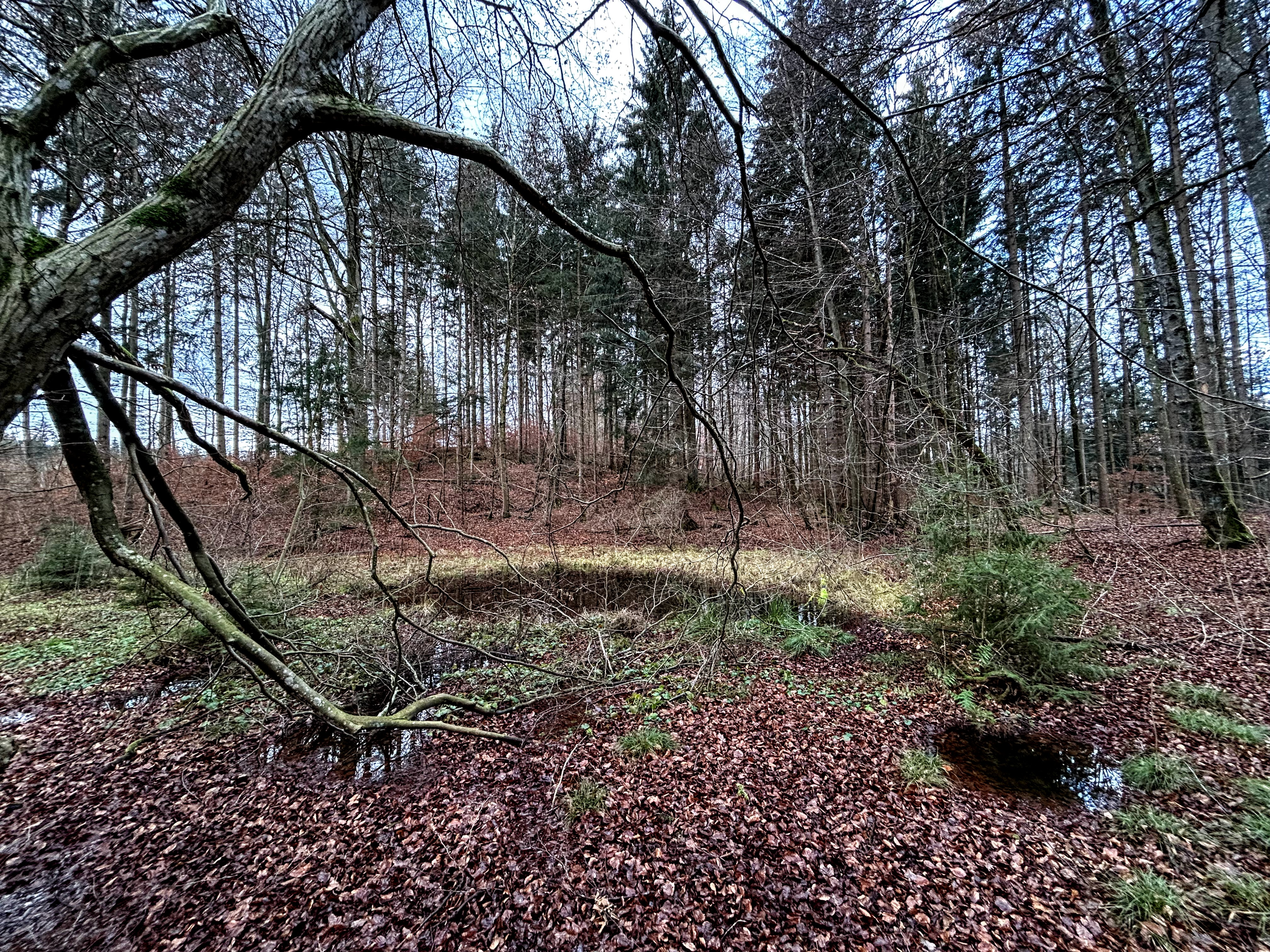
Naturdenkmal am Schloßberg